# Scaevola porrecta
Scaevola porrecta är en tvåhjärtbladig växtart som beskrevs av A. C. Smith. Scaevola porrecta ingår i släktet Scaevola och familjen Goodeniaceae. Inga underarter finns listade i Catalogue of Life.